# Twitch Plays Pokémon
Twitch Plays Pokémon (TPP) er et socialt eksperiment og en kanal på streaming websiden Twitch, som består af en crowdsourced prøve på at slå Game Freak's og Nintendo's Pokemon spil ved at skrive kommandoer i kanalens chat rum.
Konceptet var udviklet af en anonym australsk programmør og lavede sin første udsendelse den 12. februar 2014, hvor det første spil var Pokémon Red. Streamen blev uventet populær, og nåede et seerantal på 80.000 (med ca. 10 % der deltog). Den 1. marts 2014, var spillet fuldført efter 16 dages spilletid, Twitch vurderede at over 1,16 millioner mennesker deltog, med et samlet antal på 55 millioner visninger igennem eksperimentet. Den 5. december 2014, fik Twitch Plays Pokémon overagt en Game Award for "Best Fan Creation"-kategorien.
Eksperimentet var mødt med opmærksomhed fra medier og medarbejdere fra Twitch for sin interaktivitet, sin uberegnelige og kaotiske natur, de unikke udfordringer, som spillerne skal igennem på grund af mekanikken i systemet, og fællesskabet og memes udviklet af deltagerne. Efter fuldførelsen af Pokemon Red fortsatte streameren kanalen med Pokémon Crystal, Pokémon Emerald, Pokémon FireRed, Pokémon Platinum, Pokémon HeartGold, Pokémon Black, Pokémon Black Version 2, Pokémon X, og Pokémon Omega Ruby. Streameren har planer om at fortsætte med andre Pokemon spil så længe der er interesse i kanalen.

## 1 års fødselsdag
Den 12. februar 2015 fyldte TPP 1 år. I anledningen blev der streamet Pokémon Red igen den 13. februar, hvor målet var at skulle fange alle de 151 pokemoner til pokedexet. Spillet sluttede 39 dage senere den 24. marts.